# Classe Tourville
 (juin 2024).
La mise en forme du texte ne suit pas les recommandations de Wikipédia : il faut le « wikifier ».
Les points d'amélioration suivants sont les cas les plus fréquents. Le détail des points à revoir est peut-être précisé sur la page de discussion.
- Les titres sont pré-formatés par le logiciel. Ils ne sont ni en capitales, ni en gras.
- Le texte ne doit pas être écrit en capitales (les noms de famille non plus), ni en gras, ni en italique, ni en « petit »…
- Le gras n'est utilisé que pour surligner le titre de l'article dans l'introduction, une seule fois.
- L'italique est rarement utilisé : mots en langue étrangère, titres d'œuvres, noms de bateaux, etc.
- Les citations ne sont pas en italique mais en corps de texte normal. Elles sont entourées par des guillemets français : « et ».
- Les listes à puces sont à éviter, des paragraphes rédigés étant largement préférés. Les tableaux sont à réserver à la présentation de données structurées (résultats, etc.).
- Les appels de note de bas de page (petits chiffres en exposant, introduits par l'outil «  Source ») sont à placer entre la fin de phrase et le point final[comme ça].
- Les liens internes (vers d'autres articles de Wikipédia) sont à choisir avec parcimonie. Créez des liens vers des articles approfondissant le sujet. Les termes génériques sans rapport avec le sujet sont à éviter, ainsi que les répétitions de liens vers un même terme.
- Les liens externes sont à placer uniquement dans une section « Liens externes », à la fin de l'article. Ces liens sont à choisir avec parcimonie suivant les règles définies. Si un lien sert de source à l'article, son insertion dans le texte est à faire par les notes de bas de page.
- La présentation des références doit suivre les conventions bibliographiques. Il est recommandé d'utiliser les modèles {{Ouvrage}}, {{Chapitre}}, {{Article}}, {{Lien web}} et/ou {{Bibliographie}}. Le mode d'édition visuel peut mettre en forme automatiquement les références.
- Insérer une infobox (cadre d'informations à droite) n'est pas obligatoire pour parachever la mise en page.

Pour une aide détaillée, merci de consulter Aide:Wikification.
Si vous pensez que ces points ont été résolus, vous pouvez retirer ce bandeau et améliorer la mise en forme d'un autre article.
Pour les articles homonymes, voir Tourville.
Les frégates de classe Tourville sont des bâtiments de lutte anti sous-marine de la Marine française. Le nom Tourville est donné en l'honneur d'Anne Hilarion de Costentin de Tourville, vice-amiral et maréchal de France du XVIIe siècle.

## Présentation

### Origines
Mise sur cale à Lorient le 22 mars 1968, l'Aconit (D609) ou corvette C65 est admise au service actif le 30 mars 1973.
Ce programme de cinq corvettes répond à l'accroissement des performances des sous-marins dans les années 1960. La C65 est construite autour de deux systèmes novateurs au développement récent : le sonar remorqué actif DUBV43 et le missile porte-torpilles Malafon. Ces équipements la font considérer comme l'ultime évolution des escorteurs d'escadre de la classe T 47 spécialisés dans la lutte anti-sous-marine. Les performances de vitesse n’ont pas le niveau souhaité et la mise au point de la propulsion est longue et laborieuse.
Le programme s'arrête à la première unité. La conception de navires anti-sous-marins océaniques est totalement repensée et porte désormais le nom de C67 puis F67 type Tourville.

### Descriptif
La classe Tourville est désignée comme frégate anti-sous-marine type F 67. Ces frégates de premier rang sont spécialisées dans la lutte anti-sous-marine (ASM). Elles embarquent un hélicoptère ASM Lynx et le missile porte-torpille Malafon, ce dernier étant débarqué lors d'une des modernisations des navires entre 1994 et 1996. Les F 67 sont équipées de moyens de lutte anti-navires (missiles Exocet) et anti-aérienne (missile Crotale, canon de 100 mm, 2 affûts de 20 mm F2 et 4 affûts pour mitrailleuses de 12,7 mm).
Le Tourville et le De Grasse ont subi entre 1994 et 1996 des modernisations importantes comportant le débarquement du système Malafon et l'installation du SLASM (Système de Lutte Anti-Sous-Marine), un système de détection multistatique.
Après seulement 24 ans de service, en 1999, le Duguay-Trouin a été désarmé prématurément, sacrifié le premier par la Marine parce qu'il était le seul à ne pas posséder le Système de lutte anti sous-marine (SLASM) qui comprend un sonar remorqué basse fréquence avec un poisson de 10 t et un dispositif d'alerte torpille. Le navire avait failli connaître une fin prématurée en 1983 en raison d'un important incendie qui s’était déclaré dans la machinerie et propagé par les câbles électriques. Il fut maîtrisé de justesse. La politique de diminution de bâtiments de la marine nationale auront conduit à sa fin.

### SLASM
Le SLASM (Système de Lutte Anti-Sous-Marine) est un système de détection multistatique. Celui-ci consiste, pour un bâtiment de lutte ASM qui émet au sonar, à « partager » le retour d’écho avec un autre senseur (navire, bouée, sous-marin), ce qui permet de mieux situer le sous-marin adverse. Ce mode de détection nécessite l’utilisation de sonars très basse fréquence. Ces sonars, les premiers du genre, avaient de lourds calculateurs dédiés et souffraient d’une faible puissance de calcul. Ainsi, il fallait douze heures de travail à un supercalculateur pour analyser dix minutes d’émissions à basse fréquence.

## Navires de la classe Tourville
| Nom           | no   | Mise sur cales  | Mise à l'eau     | Mise en service   | Désarmée         | Destination |
| ------------- | ---- | --------------- | ---------------- | ----------------- | ---------------- | --- |
| Tourville     | D610 | 6 avril 1970    | 13 décembre 1972 | 14 juin 1975      | 10 novembre 2011 | Cimetière de Landévennec (2012-2014) ; Brise-lames à Lanvéoc-Poulmic depuis 2014.                                |
| Duguay-Trouin | D611 | 25 février 1971 | 1er juin 1973    | 17 septembre 1975 | 13 juillet 1999  | Brise-lames à Lanvéoc-Poulmic (1999-2014) ; Cimetière de Landévennec (2014-2020) ; Démantelé à Gand (2020-2021). |
| De Grasse     | D612 | 25 juillet 1972 | 30 novembre 1974 | 1er octobre 1977  | 5 septembre 2013 | Cimetière de Landévennec (2013-2014) ; Brise-lames à Lanvéoc-Poulmic depuis 2014.                                |

## Remplacement
Le De Grasse a été désarmé en 2013. Les premières frégates FREMM ont pris la suite des frégates de la classe Tourville, d'abord l'Aquitaine, puis la Normandie.
Les noms de la classe Tourville sont réutilisés pour les sous-marins de la classe Suffren.

## Galerie

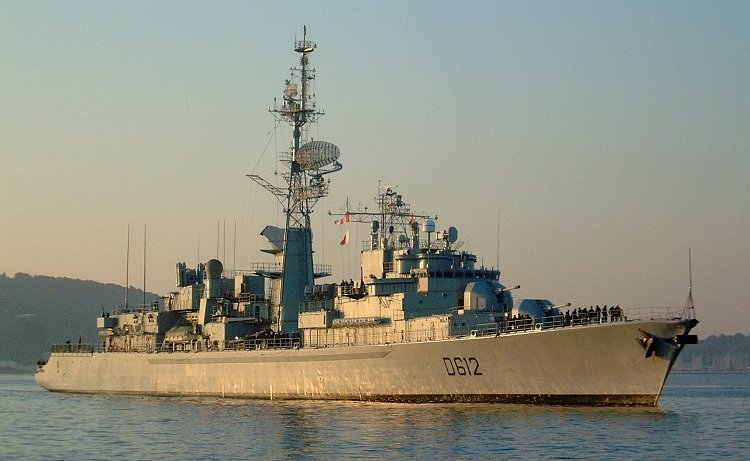
Le De Grasse vue de 3/4 avant.
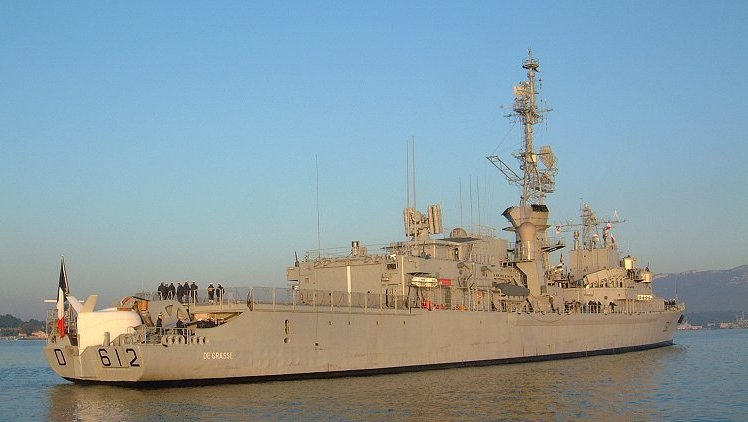
Le De Grasse vue de 3/4 arrière.
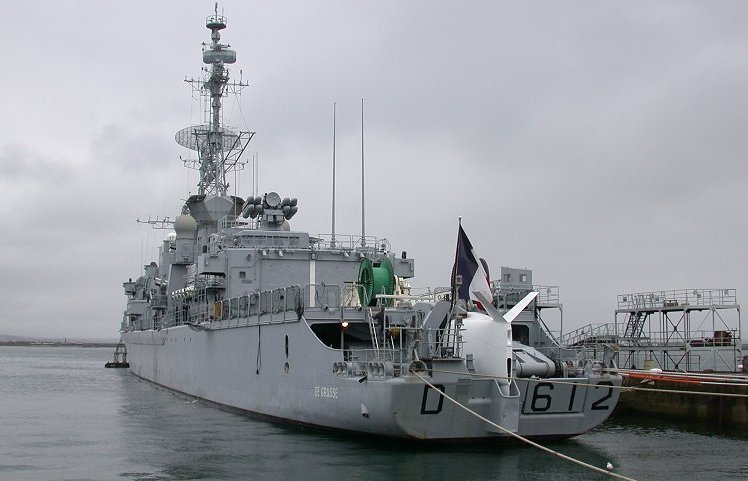
Le De Grasse ; sonar remorqué à immersion variable et poisson bien visibles.
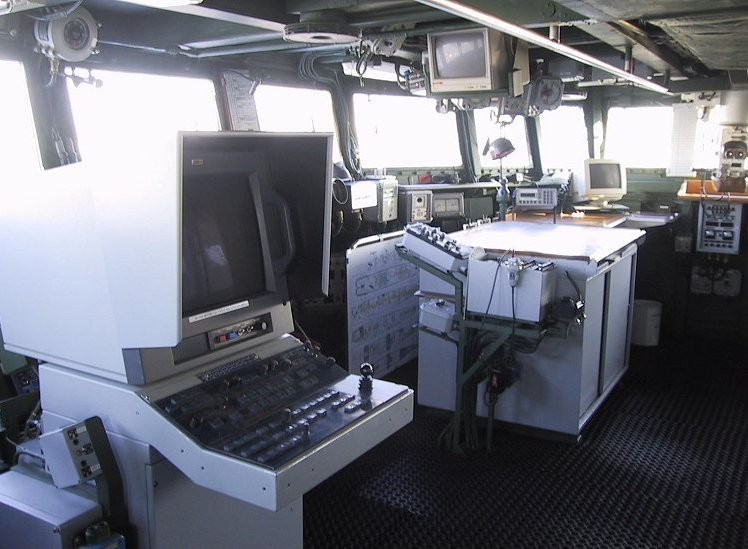
La passerelle du De Grasse
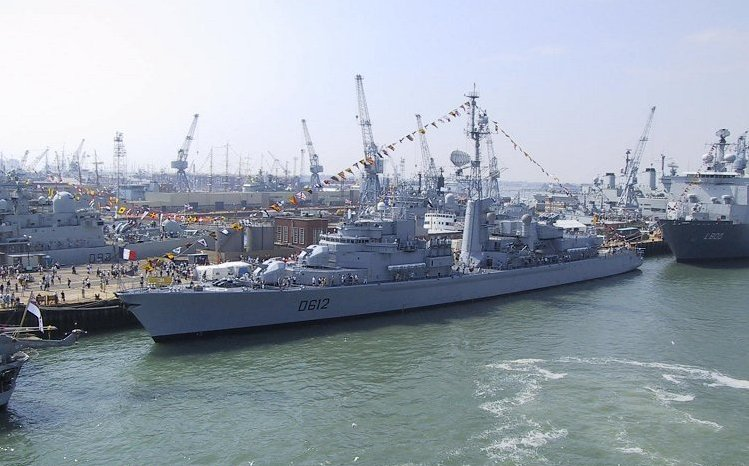
Le De Grasse, à Portsmouth, pour le Festival international de la mer (25 août 2001).
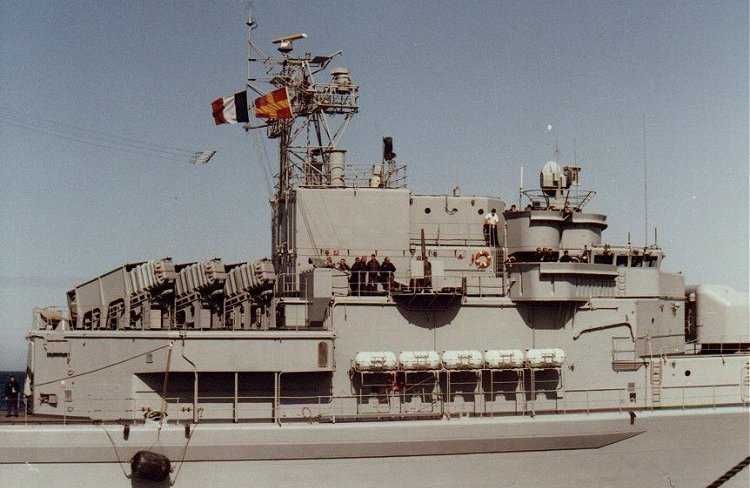
Le Tourville. Les superstructures avant (la passerelle, la mature, les radeaux de sauvetage et les missiles Exocet MM 38).
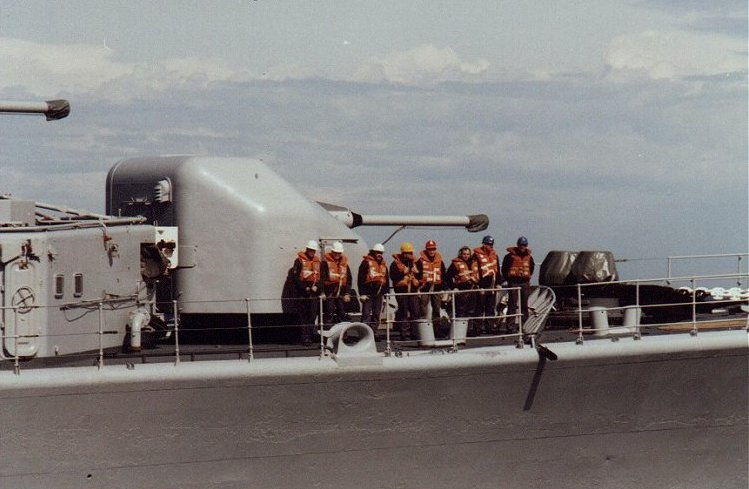
Le Tourville ; transfert de courrier sur la plage avant.
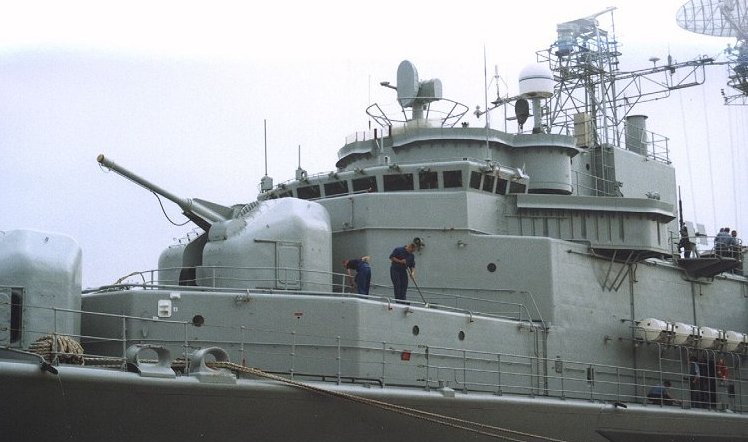
Le Tourville ; tourelle de 100 mm, bloc passerelle et mature.
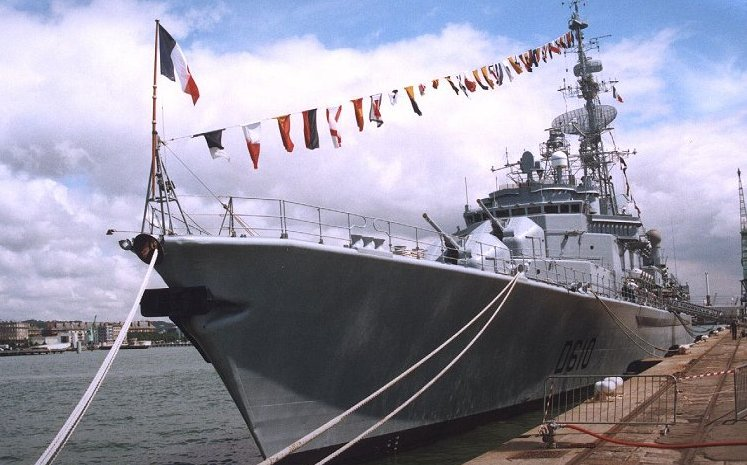
L'avant du Tourville arborant le grand pavois, amarré à quai.
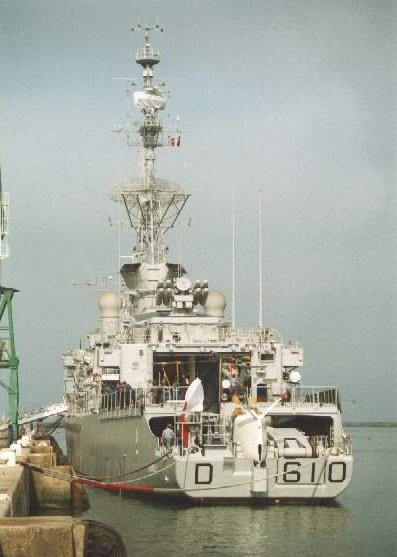
L'arrière du Tourville à quai. Remarquez son cul en tableau permettant la mise à l'eau du poisson du sonar remorqué.